# Aeroport de Waku Kungo
L'aeroport de Waco Kungo (codi IATA: CEO, codi OACI: FNWK) és un aeroport que serveix Waku-Kungo a la província de Kwanza-Sud a Angola. La pista d'aterratge es troba a 6,5 km al sud de Waku-Kungo, vora la vila de Cela.
La balisa no direccional de Waco Kungo (Ident: CE) es troba al camp.